# Leoncio Prado (província)
Leoncio Prado é uma província do Peru localizada na região de Huánuco. Sua capital é a cidade de Tingo María.

## Distritos da província
- Daniel Alomía Robles
- Hermilio Valdizán
- José Crespo y Castillo
- Luyando
- Mariano Dámaso Beraún
- Rupa-Rupa